# 맥심 로이
맥심 로이(Maxim Roy, 1972년 3월 7일 ~ )는 캐나다의 배우이다.

## 출연 작품
- 섀도우 헌터스 : 더 모탈 인스트루먼트 시즌3
- 디파잉 그래비티
- 리제네시스 시즌2
- 리제네시스 시즌1

- 미제국의 추락 (2018년)
- 동반자 (2017년)
- 스위치 (2011년)
- 더 팩토리 (2011년)
- 리메인 위드 미 (2010년)
- 서른 살의 로메인 (2009년)
- 픽쳐 디스 (2008년) - 마샤 길버트 역
- 위험한 게임: 데드 코드  (2008년)
- 로또 6/66 (2006년)
- 리제네시스 시즌1 (2005년)
- 루디 (2003년) - 베스 피트론 역
- 증인 보호 (2002년)
- 데드 어웨이크 (2001년)
- 히든 어젠더 (2001년)
- 바벨 (1999년)
- 플래티넘 (1997년) - 사샤 베일리 역

### 텔레비전
- Sophie (2008-09)